# Macroglossum mitchellii
Macroglossum mitchellii là một loài bướm đêm thuộc họ Sphingidae, chi Macroglossum.

## Phụ loài
- Macroglossum mitchellii mitchellii
- Macroglossum mitchellii imperator Butler, 1875